# Amis du Perche
 (mars 2025).
Si vous disposez d'ouvrages ou d'articles de référence ou si vous connaissez des sites web de qualité traitant du thème abordé ici, merci de compléter l'article en donnant les références utiles à sa vérifiabilité et en les liant à la section « Notes et références ».
 (mars 2025).
La mise en forme du texte ne suit pas les recommandations de Wikipédia : il faut le « wikifier ».
Les points d'amélioration suivants sont les cas les plus fréquents. Le détail des points à revoir est peut-être précisé sur la page de discussion.
- Les titres sont pré-formatés par le logiciel. Ils ne sont ni en capitales, ni en gras.
- Le texte ne doit pas être écrit en capitales (les noms de famille non plus), ni en gras, ni en italique, ni en « petit »…
- Le gras n'est utilisé que pour surligner le titre de l'article dans l'introduction, une seule fois.
- L'italique est rarement utilisé : mots en langue étrangère, titres d'œuvres, noms de bateaux, etc.
- Les citations ne sont pas en italique mais en corps de texte normal. Elles sont entourées par des guillemets français : « et ».
- Les listes à puces sont à éviter, des paragraphes rédigés étant largement préférés. Les tableaux sont à réserver à la présentation de données structurées (résultats, etc.).
- Les appels de note de bas de page (petits chiffres en exposant, introduits par l'outil «  Source ») sont à placer entre la fin de phrase et le point final[comme ça].
- Les liens internes (vers d'autres articles de Wikipédia) sont à choisir avec parcimonie. Créez des liens vers des articles approfondissant le sujet. Les termes génériques sans rapport avec le sujet sont à éviter, ainsi que les répétitions de liens vers un même terme.
- Les liens externes sont à placer uniquement dans une section « Liens externes », à la fin de l'article. Ces liens sont à choisir avec parcimonie suivant les règles définies. Si un lien sert de source à l'article, son insertion dans le texte est à faire par les notes de bas de page.
- La présentation des références doit suivre les conventions bibliographiques. Il est recommandé d'utiliser les modèles {{Ouvrage}}, {{Chapitre}}, {{Article}}, {{Lien web}} et/ou {{Bibliographie}}. Le mode d'édition visuel peut mettre en forme automatiquement les références.
- Insérer une infobox (cadre d'informations à droite) n'est pas obligatoire pour parachever la mise en page.

Pour une aide détaillée, merci de consulter Aide:Wikification.
Si vous pensez que ces points ont été résolus, vous pouvez retirer ce bandeau et améliorer la mise en forme d'un autre article.
Les Amis du Perche est une société savante, fondée en 1947 à Nogent-le-Rotrou, sous le nom des Amis du Vieux-Nogent. C'est une association loi de 1901 chargée de promouvoir l'histoire, le patrimoine architectural et naturel de l'ancienne province du comté du Perche et du Perche-Gouët.
L'association siège à Nogent-le-Rotrou dans le département de l'Eure-et-Loir (11 rue Saint-Denis), depuis juillet 2024.

## Historique

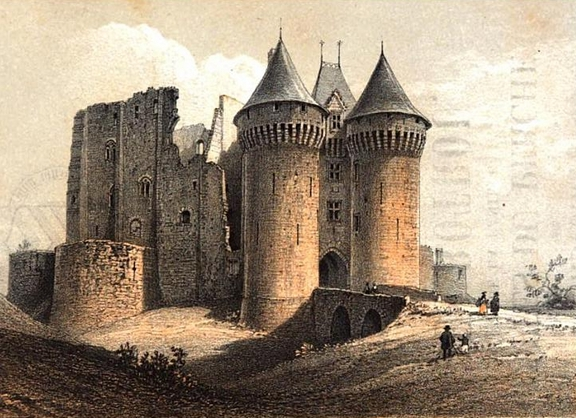
Le château Saint-Jean de Nogent-le-Rotrou, un patrimoine en péril en 1947.

Les Amis du Perche est une association fondée le 23 avril 1947 par Georges Massiot et Pierre Daupeley. Elle s'appelait, à l'origine, Les Amis du vieux Nogent.
En 1948, Georges Massiot accueille le chanoine Jean Aubry (de Mortagne-au-Perche) et Maître Édouard Leboucher (de Saint-Mard-de-Réno).
Ainsi, en 1956, l'association prit le nom des Amis du vieux Nogent et du Perche, avant de devenir, le 4 septembre 1967, les Amis du Perche.
Enfin, le 12 mai 1990, tous les Amis du Perche se sont regroupés au sein de la Fédération des Amis du Perche. Cette association avait été créée afin de protéger le patrimoine architectural en péril, comme le château Saint-Jean de Nogent-le-Rotrou.

En 2003, la Fédération des amis du Perche fixe son siège à Rémalard. Puis, en juillet 2025, elle déménage dans les locaux de l'ancien tribunal de Nogent-le-Rotrou, à l'invitation du maire de la ville, Harold Huwart, devenu, plus tard, député.

## Objectifs
L'association défend le patrimoine paysager et naturel du Perche (comme les haies ou les chemins creux, mais aussi les forêts). Les 850 membres, que compte l'association se répartissent sur les quatre départements issus de l'éclatement de l'ancien comté du Perche et du Perche Gouët en 1790 : l'Orne, l'Eure-et-Loir, le Loir-et-Cher et la Sarthe. Pour faciliter sa gestion, les Amis du Perche se divisent en deux ensembles :
- Une fédération, appelée Les Amis du Perche, qui correspond au territoire des deux anciennes provinces percheronne. Elle gère essentiellement l'activité éditoriale et la recherche historique.
- Trois associations départementales, qui se chargent des animations (sorties annuelles, conférences, participation à des salons du livre, ou d'autres invitations…) :
  - Les Amis du Perche de l'Orne ;
  - Les Amis du Perche d'Eure-et-Loir ;
  - Les Amis du Perche du Loir-et-Cher et de la Sarthe.

## Organisation

### Conseil d'administration
Il est élu par tiers tous les deux ans, lors de l'assemblée générale. Ce conseil d'administration élit le bureau (président, vice-présidents, secrétaire général et trésorier). Les présidents d'associations départementales sont membres de droit et vice-président.

### Comité scientifique
Présidé par René Andrieu, depuis 2003, le comité scientifique a organisé plusieurs colloques historiques, à vocation interrégionale :
- 21 octobre 2006 : Le Perche de 1940 à 1945, sous la direction de René Andrieu et avec la participation du professeur Jean Quellien (professeur d'histoire contemporaine, spécialiste de la Seconde Guerre mondiale, à l'université de Caen). Les actes ont été publiés en mai 2008.
- 22 octobre 2006 : Le pouvoir dans le Perche au temps des Rotrou, sous la direction de Sophie Montagne-Chambolle et de Philippe Siguret. Les actes ont été édités en mai 2010.
- 25 octobre 2008 : Les mouvements de population dans le Perche, XVIIe - XIXe siècles, sous la direction de Claude Cailly (maître de conférences honoraire à l'université de Bordeaux III). Les actes ont été publiés en mars 2010.
- 15-16 octobre 2011: La Révolution au Perche, 1789-1799 : rupture ou continuité ?, sous la présidence scientifique de Michel Biard (professeur du monde moderne et de la Révolution française à l'université de Rouen)[2], réunissant plus de 150 personnes[3]. Les actes ont été publiés en octobre 2014[4].

Depuis 2012, le comité scientifique, présidé par Jean-François Suzanne, prépare les commémorations du centenaire de la Grande Guerre dans le Perche :
- 4-5 octobre 2014 : Le Perche de 1914 à 1918, sous la présidence scientifique de Stéphane Tison (maître de conférences à l'université du Maine), à Mortagne-au-Perche (au Carré du Perche)[5], réunissant près de 170 personnes[6]. Les actes ont été publiés en novembre 2015[7].
- 20-21 octobre 2018 : Le Perche en sortie de guerre (1918-...), sous la présidence scientifique de Stéphane Tison (maître de conférences à l'université du Mans), à Nogent-le-Rotrou (centre Pierre-Mendès-France), réunissant plus de 70 personnes[8].

### Le comité environnement
Créé en 2017, pour sensibiliser à la protection de l'environnement du Perche, le Comité environnement des Amis du Perche organise un colloque, qui se tient chaque année :
- 22 septembre 2018, à l'Écomusée du Perche : L'abeille, sentinelle de l'environnement.
- 14 septembre 2019, à l'Écomusée du Perche : La haie, emblème du bocage percheron.

### L'activité éditoriale
À partir de 1957, les Amis du Perche publient, tous les trimestres, les Cahiers percherons. Ce bulletin édite les recherches des érudits locaux, des historiens ou encore des étudiants. Il nous présente des études sur l'histoire, le patrimoine et l'ethnologie… de l'ancienne province du Perche. S'y ajoute les actualités des Amis du Perche.
À partir de 1980, les Amis du Perche publient de nombreux livres, dans des collections différentes :
- Trésor du Perche ;
- Présence du Perche ;
- Études et documents sur le Perche ;
- Le Perche en cartes postales ;
- Histoire et langue ;

mais aussi des romans historiques (dont Un gentilhomme percheron, espion du roi, par François Bourdin, décembre 2010  (ISBN 978-2-900122-91-4).
Depuis 2004, l'activité éditoriale des Amis du Perche s'est étoffée avec la parution d'un magazine semestriel Pays du Perche. Réalisé essentiellement par des journalistes, il traite de la culture et du patrimoine régional. Depuis 2011, dix-sept numéros hors-série ont été publiés (100 qui font le Perche en 2011, Le Percheron en 2011; Le goût du Perche en 2012 ; Nature du Perche en 2013 ; Les artisans d'art en 2014 ; Manoirs du Perche en 2015 sous la direction scientifique d'Élisabeth Gautier-Desvaux ; Jardins du Perche en 2016 ; De l'eau aux moulins en 2017; Randos du Perche en 2018 ; Châteaux de plaisance du Perche, sous la codirection scientifique d'Elisabeth Gautier-Desvaux et de Denis Guillemin, en 2019 ; Saveurs du Perche en 2020 ; Perche, Terre d’entreprises en 2021 ; Forêts et paysages du Perche en 2022 ; Autour de la faune du Perche en juillet 2023 ; Les 20 ans de Pays du Perche, en 2024, sous le parrainage de Stéphane Bern).

### Actions de la fédération

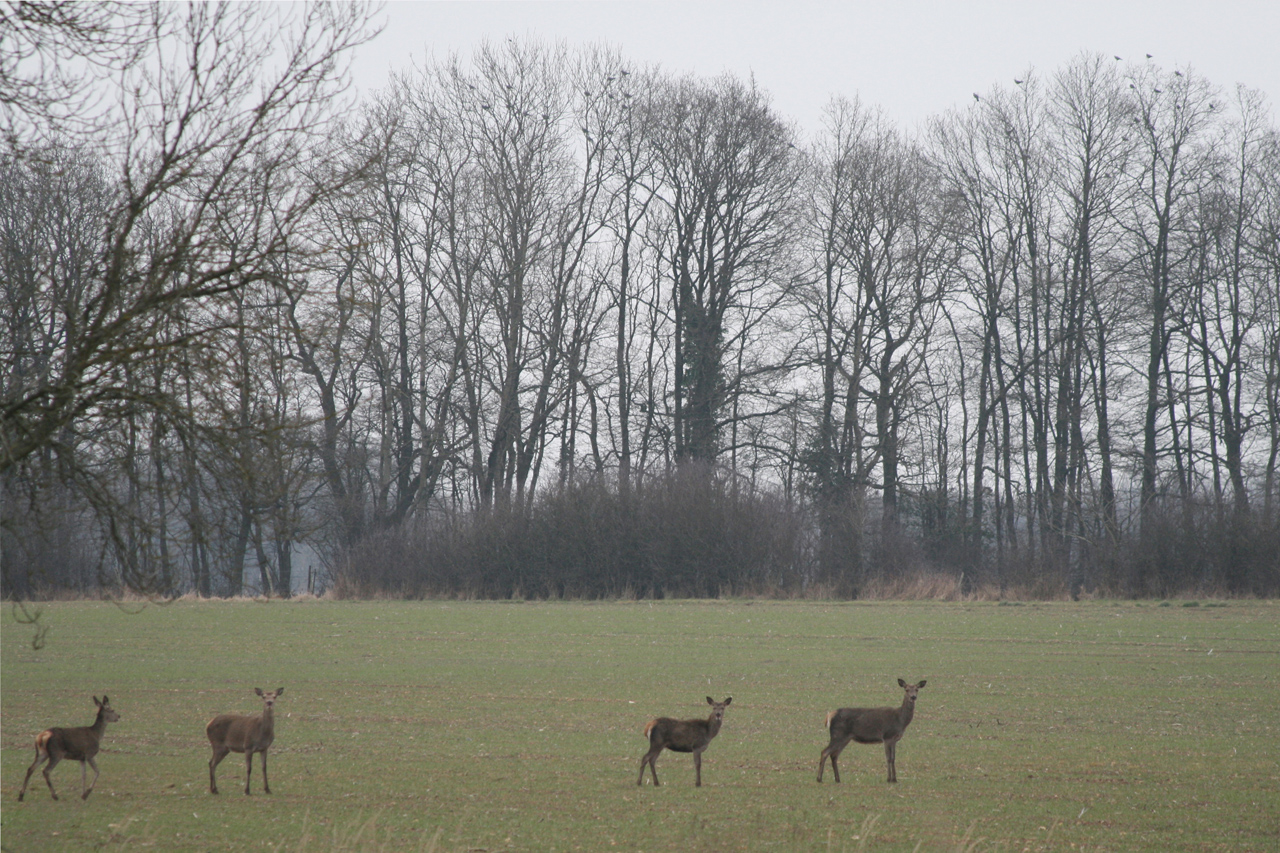
Paysage du Perche, avec des biches au 1er plan et la forêt au dernier plan.

#### La protection du patrimoine naturel
En 1998, avec le Parc naturel régional du Perche, les administrateurs ont mis en place un concours sur les haies et chemins creux du Perche. Ce concours dura plusieurs années. Également, ils ont participé à la classification de la forêt de Réno-Valdieu.

#### La protection et la sensibilisation du patrimoine bâti
Les Amis du Perche ont participé à la fondation de l'écomusée du Perche en 1972. En créant le musée des Arts et des Traditions du Perche, les Amis du Perche ont voulu protéger deux patrimoines en péril : l'église prieurale de Sainte-Gauburge, qui tombait en ruine, et les outils de la vie quotidienne du monde rural, qui disparaissaient.
Les assises des associations de sauvegarde du patrimoine percheron fut organisée à Nogent-le-Rotrou, dans la salle capitulaire de l'ancienne abbaye Saint-Denis, le samedi 14 mai 2011. Le 5 novembre 2011, les Amis du Perche ont participé au 1er forum du patrimoine, organisé par les archives départementales de l'Orne.

#### La transmission des connaissances
Ils organisent des expositions, comme sur les Poupées et bébés Jumeau, à Rémalard (du 2 au 17 juillet 2011) et à Longny-au-Perche (du 23 au 31 juillet 2011), préparé par Jacky Lecomte, dans le cadre du bicentenaire de la naissance de Pierre-François Jumeau.
En 2012, avec l'Écomusée du Perche, l'équipe de rédaction de Pays du Perche a proposé une exposition sur "Des voix, des visages".

#### Organisation d'hommages

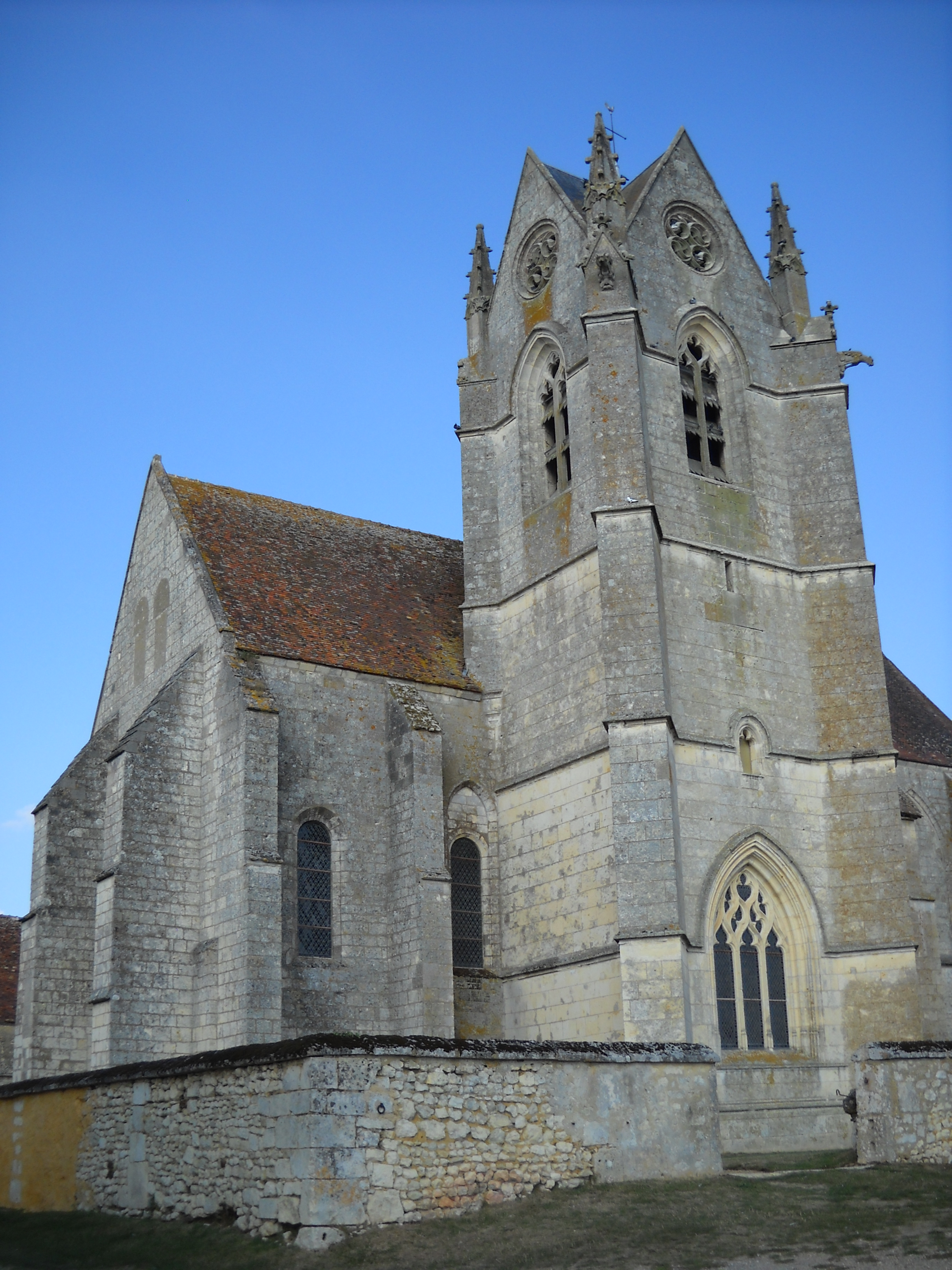
Le prieuré de Sainte-Gauburge (à Saint-Cyr-la-Rosière), lieu des messes annuelles en hommage aux Amis du Perche disparus.

Chaque année - sauf exception -, un hommage est rendu aux amis du Perche disparu lors de la messe annuelle du 1er dimanche de mai, au sein de l'église du Prieuré Sainte-Gauburge.
- 5 août 2012 : un hommage a été rendu à Michel Fleury, historien et archéologue français, pour les 10 ans de sa disparition, par la ville de Mortagne-au-Perche, le comité des fêtes de Loisé, les Amis du Perche et l'association de sauvegarde de l'église Saint-Germain de Loisé.
- 7 août 2016 : avec l'aide de la ville de Mortagne-au-Perche, le comité des fêtes de Loisé, la paroisse Sainte-Céronne-au-Perche, Perche-Canada, les Amis du musée Alain et l'association de sauvegarde de l'église Saint-Germain de Loisé, un hommage a été rendu à l'abbé Jean Aubry (1904-1986), cofondateur de l'association[14].
- 27 avril 2019 : avec la commune de Saint-Mard-de-Réno, l'association Perche-Canada, l'association Patrimoine de Saint-Mard, un hommage a été rendu à Me Edouard Leboucher, qui a participé à la fondation de l'association[15].
- 1er mai 2022 : avec l'équipe de l'Écomusée du Perche, 50e anniversaire de la Fondation du Musée des Arts et traditions populaires du Perche, dévoilement d'une plaque en l'honneur de Françoise Lecuyer-Champagne (Conservatrice)[16].
- 15 octobre 2022 : avec la commune de Nogent-le-Rotrou, l'équipe du musée du château, dévoilement de la plaque "Salle Georges Massiot", au sein du musée du château des Comtes du Perche[17].

#### Organisation de commémorations
Sous la direction du comité scientifique, les Amis du Perche ont célébré le 100e anniversaire de la Première Guerre mondiale, obtenant les labels de la Mission du Centenaire 14-18 :
En 2014, ils ont organisé un colloque sur Le Perche de 1914 à 1918, sous la direction de Stéphane Tison et de Jean-François Suzanne. Toujours en 2014, les associations départementales ont organisé et soutenu des conférences.
Le 11 février 2017, sous le patronage d'Adeline Bard, sous-préfète de l'arrondissement de Mortagne, avec le partenariat de l'office de tourisme Cœur du Perche, l'association Bellou-Patrimoine, les Amis du Perche ont organisé une causerie mettant en valeur les travaux diffusés dans le numéro 208 des Cahiers Percherons,.
Sous la coordination du comité scientifique, les Amis du Perche ont célébré le 70e anniversaire de la fin de la Seconde Guerre mondiale : 
En 2015, les associations départementales ont organisé des conférences (3 mai au prieuré de Sainte-Gauburge, 9 mai à Margon, 29 mai à La Ferté-Bernard, 28 novembre à Mondoubleau). Le comité de rédaction des Cahiers Percherons a édité un numéro thématique sur La Seconde Guerre mondiale dans le Perche.
Puis, en 2016, l'ouvrage 1944, la Libération du Perche (édité une 1re fois en 1996) est réédité par les Amis du Perche, sous la direction de Michel Ganivet  (ISBN 979-10-91651-05-9).

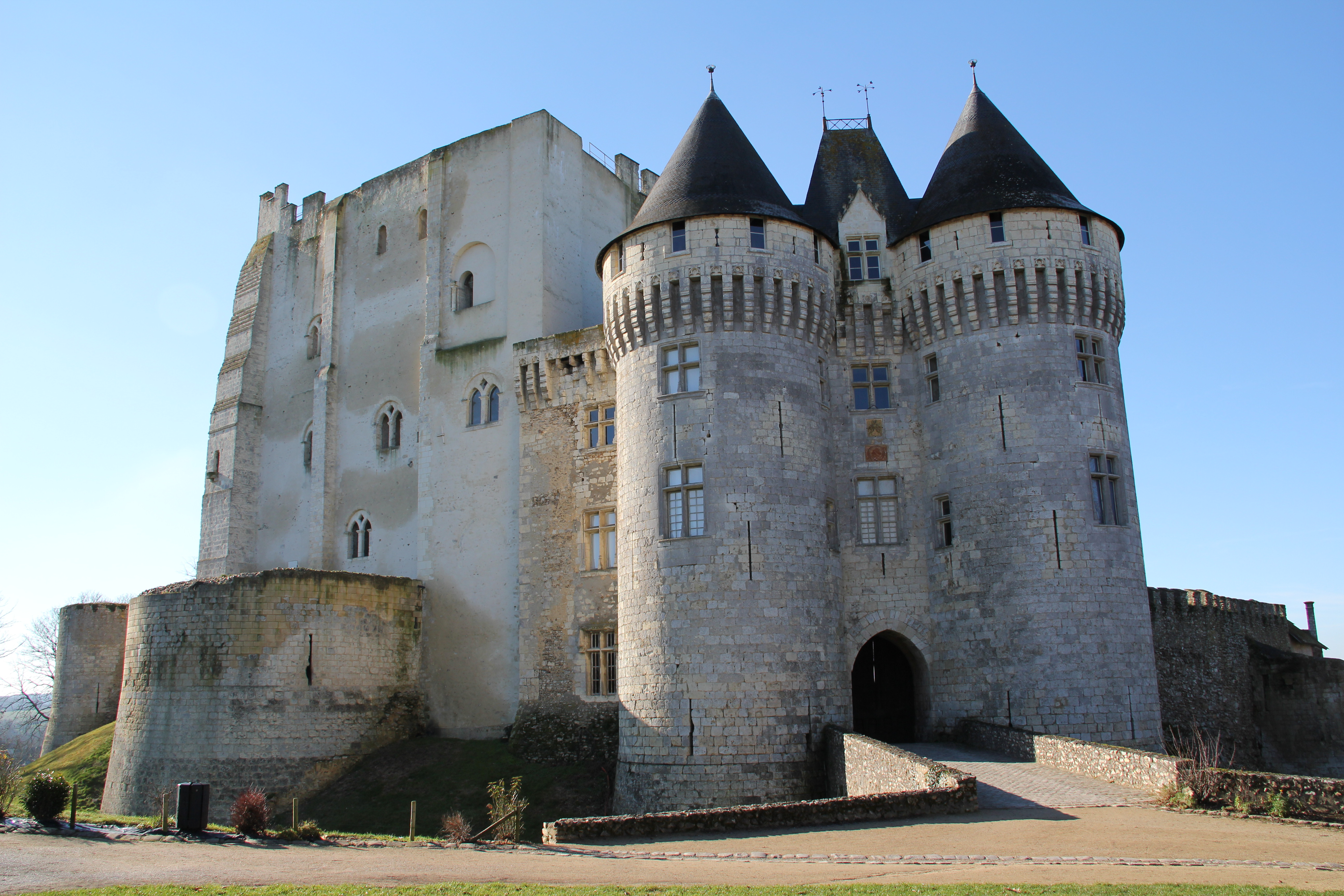
Le château Saint-Jean de Nogent-le-Rotrou.
Logo du Parc naturel régional du Perche.

## Les associations départementales

### Les Amis du Perche de l'Orne
Outre les manifestations annuelles (sortie d'une journée, conférence d'automne…), les Amis du Perche de l'Orne effectuent des activités plus ponctuelles, notamment en faveur du patrimoine (architectural et historique):

#### La production de DVD
En 2007, naissait APO Productions : c'est l'atelier vidéo des Amis du Perche de l'Orne. L'association a produit trois films :
- Le Dernier Train.
- Mémoire d'arbres (2008). Le film fut présenté à Bellême.
- Valdieu, ombre et lumière (2011). Le film fut présenté le samedi 19 novembre 2011, à la Maison de l'Émigration française au Canada à Tourouvre. Plus de 100 personnes ont visualisé le documentaire dans la salle d'exposition temporaire, transformée en salle de projection[26].

#### Le soutien à diverses associations
Les Amis du Perche de l'Orne ont soutenu financièrement l'exposition « Du Perche au Nouveau-Monde, une aventure humaine », réalisée et présentée par les muséales de Tourouvre et Perche-Canada au printemps 2009.
Les Amis du Perche de l'Orne soutiennent également les associations de sauvegarde du patrimoine :
- 2010 : Verrières-Patrimoine (1er prix), Bellou-patrimoine et Saint-Germain patrimoine (2d prix ex-aequo), à Verrières[28].
- 2011 : Les Gardiens de Saint-Gilles, à Champeaux-sur-Sarthe.
- 2013 : Vivre à Saint-Aubin-des-Grois, à Saint-Aubin-des-Grois[29].
- 2014 : Association pour la protection et la promotion du patrimoine de Monceaux-au-Perche, à Monceaux-au-Perche[30].
- 2016 : Association Saint-Germain-des-Grois Patrimoine (1er prix)[31], Association de sauvegarde de l'église de Saint-Denis-sur-Huisne (2d prix)[32].
- 2017 : Les Amis du Patrimoine de Masle, à Mâle (commune nouvelle de Val-au-Perche)[33].
- 2019 : Réveillon-Patrimoine (1er prix), Art, patrimoine et culture au pays de Longny (2e prix)[34] et l'association de sauvegarde du patrimoine du Mage (3e prix)[35].
- 2022 : la ville de Mortagne-au-Perche (via Perche-Canada), pour la réalisation de la statue Pierre Boucher.

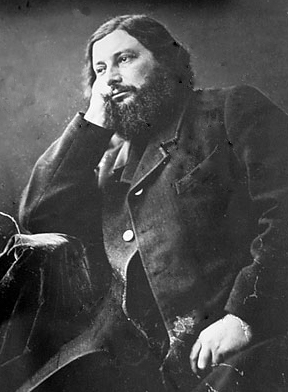
Gustave Courbet photographié par Nadar.

Les Amis du Perche de l'Orne apportent une aide plus ponctuelle : 
- En 2013, ils ont soutenu le Forum des Arts 61, en promouvant la 4e biennale d'art contemporain accueille une exposition Courbet, labellisée festival Normandie impressionniste 2013[36], attirant 6 000 visiteurs[37].
- Depuis 2015, ils aident les organisateurs de la Semaine fédérale internationale de cyclotourisme 2017, pour l'organisation de parcours de cyclo-découverte dans le Perche, autour de Mortagne-au-Perche[38].

#### Le conseil d'administration des Amis du Perche de l'Orne
Pour organiser et soutenir des manifestations, un conseil d'administration est organisé. Il se compose d'un président, de plusieurs vice-présidents, d'un trésorier et d'un secrétaire. Le siège social de l'association des Amis du Perche de l'Orne se situe à Mortagne-au-Perche, depuis sa création en 1990.

### Les Amis du Perche d'Eure-et-Loir

#### Organisation
L'association départementale Les Amis du Perche d'Eure-et-Loir a son siège à Soizé, commune déléguée d'Authon-du-Perche.

#### Actions
En 2020, est créé le Groupe d’action pour le développement d’associations patrimoniales du Perche (Gadapp).
En 2021, la troisième édition du concours lancé pour la restauration du petit patrimoine permet de financer pour moitié un projet d'un montant supérieur à 4 000 €. Les années précédentes, ce concours a ainsi financé l'ancienne ciergerie de l’abbaye de Thiron-Gardais ainsi que l’église Saint-Martin de Béthonvilliers.

### Les Amis du Perche du Loir-et-Cher et de la Sarthe

#### Organisation
L'association départementale Les Amis du Perche du Loir-et-Cher et de la Sarthe a son siège à Argenvilliers (28).